# Adeloneivaia irrorata
Adeloneivaia irrorata är en fjärilsart som beskrevs av William Schaus 1900. Adeloneivaia irrorata ingår i släktet Adeloneivaia och familjen påfågelsspinnare. Inga underarter finns listade i Catalogue of Life.

## Bildgalleri

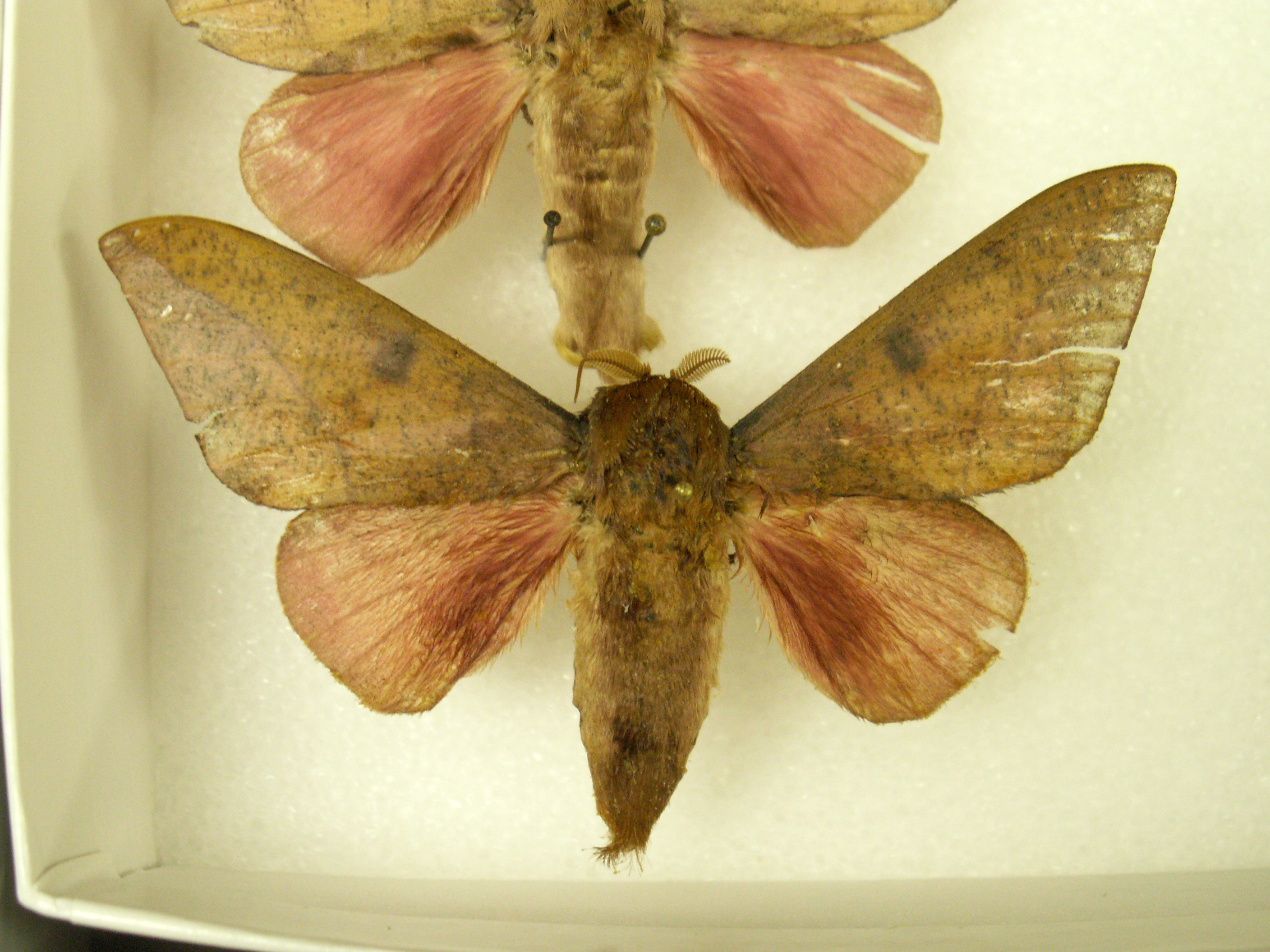
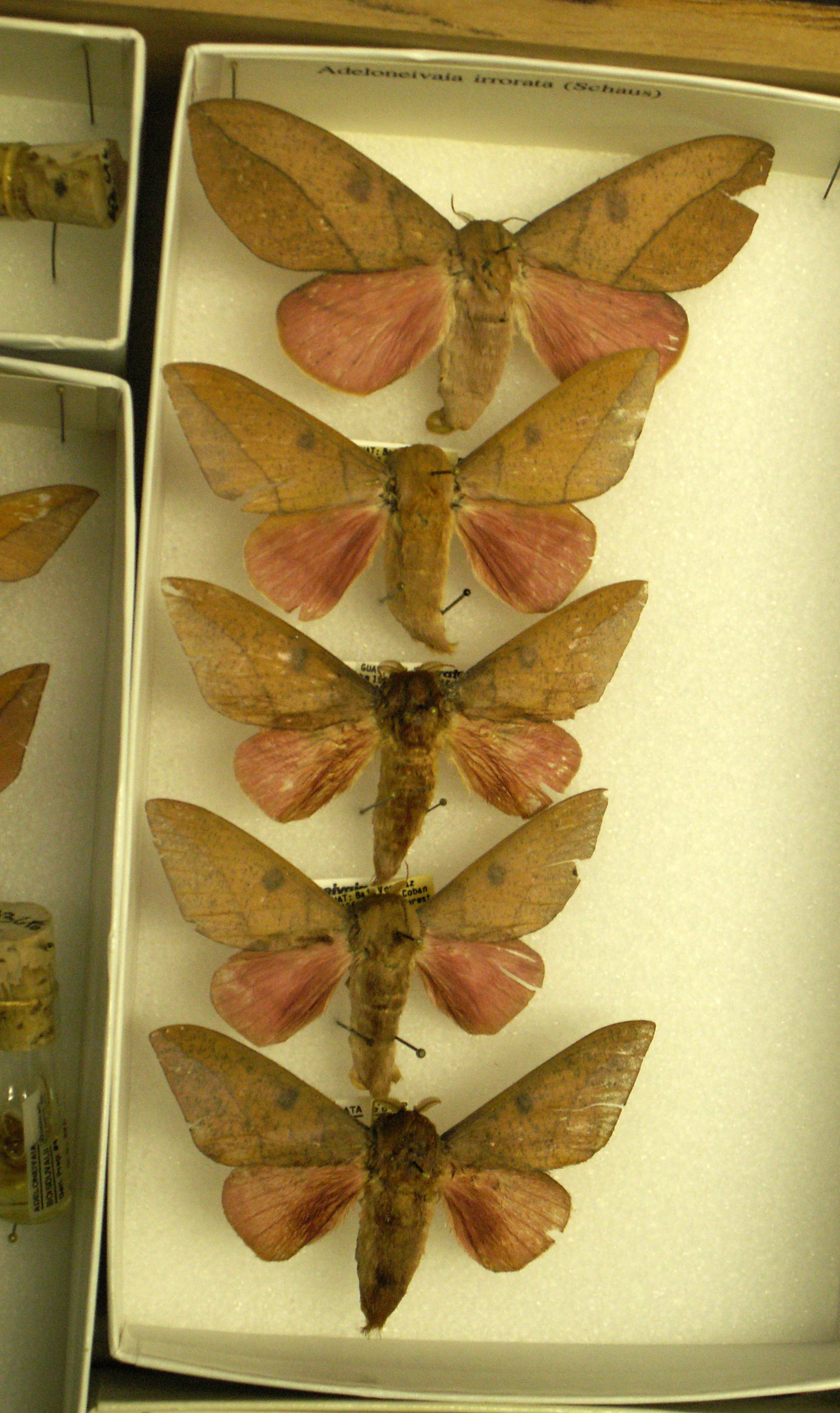